# Gerd Miller
Gerd Miller, född Fridén 1925 i Stockholm, död 1988, var en svensk illustratör, verksam framförallt under 1950-talet.
Miller växte upp i Vasastan i Stockholm. Efter genomgången folkskola  på Matteusskolan fick hon som fjortonåring avbryta sin formella skolgång på grund av tuberkulos och vistades långvarigt på sanatorium. Miller studerade i början av 1940-talet på Welamssons konst och illustrationsskola i Stockholm och började därefter att få uppdrag att illustrera i olika veckotidningar och böcker. Hon var från senare delen av 1940-talet och in på 60-talet knuten till Vecko-Revyn och arbetade därefter på frilansbasis med ateljé i sitt hem. Hon bodde i början av 1950-talet en tid i New York och studerade då på den amerikanska konstskolan Art Student's League. Hon gifte sig 1952 med amerikanen Bob Miller, konstvetare och stridsflygare i Europa under andra världskriget. 
Miller illustrerade noveller och följetonger för tidningar som Allers, Husmodern, Året runt och Damernas Värld samt bokomslag, bland annat för Åhlén & Åkerlunds förlag. Hon frilansade även för engelska och franska modemagasin, som exempelvis Elle, och var ofta anlitad som mode- serie- och mönstertecknare.